# خط الأساس البحري

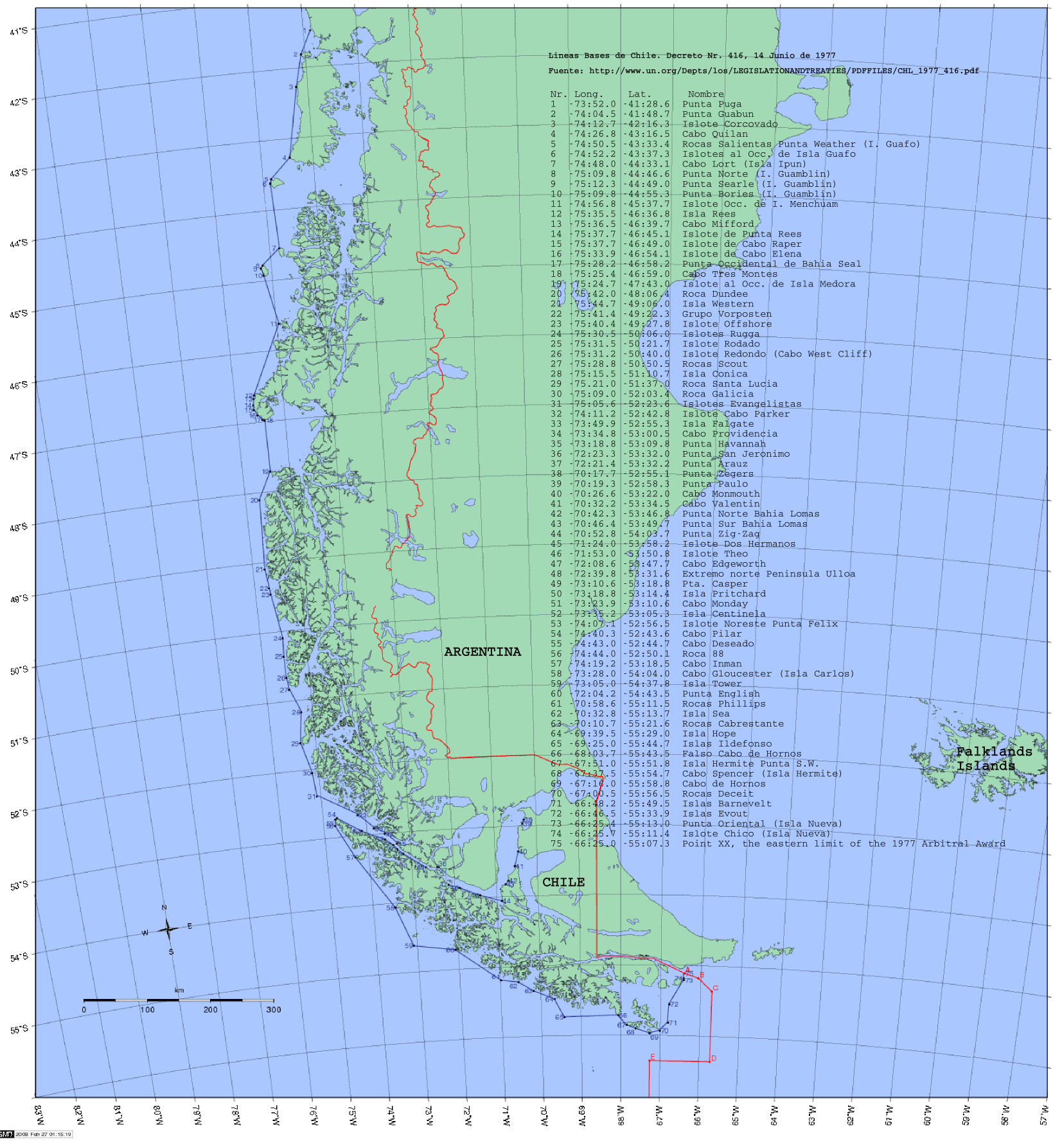
خط الأساس التشيلي

خط الأساس البحري هو خط يقاس ابتداءاً من البحر الإقليمية لبلد ما وتعتبر المياه التي خلفه مياه إقليمية للدولة الساحلية. وخط الأساس عبارة عن خط مستقيم يصل بين رؤوس النقاط البارزة لشاطئ الدولة، بشرط أن لا يبعد عن الاتجاه العام للشاطئ وأن تكون المياه التي خلفه متصلة بما فيه الكفاية باليابسة تلك الدولة.